# Canterburyjski muzej, Christchurch
Canterburyjski muzej je muzej v osrednjem mestu Christchurch na Novi Zelandiji, v mestnem kulturnem predelu. Muzej je bil ustanovljen leta 1867 z Juliusom von Haastom – čigar zbirka je tvorila njegovo jedro – kot prvim direktorjem. Stavba je registrirana kot »zgodovinski kraj - kategorija I« pri Heritage New Zealand.

## Zgodovina

### Gradnja
Stavba, neogotskega sloga, zgrajena po načrtu Benjamina Mountforta, je bila odprta leta 1870. Dve leti po odprtju so enonadstropno stavbo nadzidali z dodatnim nadstropjem v slogu viktorijanske gotike. Muzej je v naslednjem desetletju še naprej rasel, leta 1876 so zgradili prizidek in leta 1882 pokrili notranje dvorišče.
Leta 1958 je bilo poleg Christ's College dodano novo krilo, leta 1977 pa je bilo dozidano še eno. Stavba je bila utrjena sredi 1990-ih, leta 1995 je bil dodan še štirinadstropni blok.

### Vpliv potresa
Muzej je med potresom v Christchurchu februarja 2011 utrpel manjšo škodo na svoji fasadi, vendar ostaja strukturno zdrav. To je morda mogoče pripisati postopni krepitvi in obnovi stavb v skladu s potresnimi standardi med letoma 1987 in 1995. Ocenjuje se, da je bilo 95 % zbirk nepoškodovanih. Kip Williama Rollestona, ki je na sprednji strani muzeja, se je med potresom zrušil s podstavka. Muzej je bil ponovno odprt 2. septembra 2011.

### Prenova in polemike
Muzej je junija 2020 dobil pritožbe zaradi razstave, ki prikazuje družino Māorov pred kolonializmom, diorame so bile prekrite in pozneje leta 2022 odstranjene.
Konec leta 2020 so bili razkriti prvi konceptualni umetniški dizajni, projekt pa je bil ocenjen na 195 milijonov dolarjev. Prenova bo na ogled vrnila okostje modrega kita (naj bi bilo največje okostje na svetu) in Whare Whakairo Hau Te Ananui O Tangaroa ter prenovila prostore, kot je Discovery (otroška cona), Christchurch Street (vzorec ulica Christchurch v 19. stoletju) in hiša Paua Shell Freda & Myrtle.
Proračun projekta je bil leta 2022 povečan za 5 % in se je s 195 milijonov USD povečal na 205 milijonov USD. Vendar bo državna nepovratna sredstva namenila 25 milijonov dolarjev za projekt.
Muzej je svojo zbirko 2,3 milijona predmetov (takrat je bil na ogled manj kot 1 %) začel seliti iz muzeja v namensko skladišče sredi oktobra, ljudi pa so povabili, naj se poslovijo od galerij, preden so jih zapakirali pet let.
Januarja 2023 je bilo napovedano, da se bo muzej med prenovo preselil v stavbo CoCA (Center sodobne umetnosti), pri čemer bo polovica prostora uporabljena za začasne razstave, druga polovica pa za muzejsko najbolj priljubljene predmete. Pojavno okno naj bi se odprlo sredi leta 2023.
28. januarja 2023 je bil The Shift: Urban Art Takeover odprt za javnost, potem ko je muzej končal selitev svoje zbirke. Več kot 60 umetnikov iz vse Nove Zelandije je ustvarilo umetnine v 5 nadstropjih in 35 sobah znotraj muzeja na območjih, ki prej ni bila odprta za javnost. Razstavo so zaprli 11. aprila.
Prenova bo v muzej uvedla velik atrij, ki bo razkril stene prvotnih zgradb, muzejsko okostje modrega kita pa bo na ogled tudi v prostoru, ki visi s stropa. Del zunanjosti kril Rogerja Duffa bo odstranjen, da se ustvari veliko stekleno okno, ki se razteza čez dve nadstropji. Drugi vhod bo dodan na strani Rolleston Avenue stavbe skupaj z vrnitvijo originalne muzejske plošče. Stavbe bodo tudi potresno utrdili. Skupaj s prenovo samega muzeja bo Umetnostna galerija Roberta McDougalla postala sestavni del muzeja, ki prikazuje muzejsko umetniško zbirko.

## Galerija
- Stavbo je zasnoval Benjamin Mountfort in dokončana leta 1882
- Zgodovinski poševni pogled na stavbo
- Traktor sno-cat, Transantarktična ekspedicija Commonwealtha (1955–1958)
- Kolekcija oblačil, 2016
- Vhod v muzej
- Lobanja Haastovega orla
- Pātaka